# 戀愛Neet～忘記了的戀愛開始方法
《戀愛尼特族～忘記了的戀愛開始方法》是日本TBS於2012年1月20日起每週五22:00～22:54（日本時間）播出的電視連續劇。首集加長15分鐘，主演是仲間由紀惠。台灣於緯來日本台播出，劇名為《戀愛排後面》。

## 演員陣容

### 主要人物
- 木下凜（32歲） - 仲間由紀惠、幼少時期：谷花音

任職潘朵拉書房營業販促部。雙親意外過世後，負起照顧弟妹的責任。
- 松本直哉（43歲） - 佐佐木藏之介

松本牙齒診所的院長。在美帆的離婚派對上與凜相遇。木下與松本最終成為戀人。
- 渡邊美帆（32歲） - 市川實日子

與凜是從高中時期的朋友，因為一些瑣事與一史離婚。最終成為美食記者。採訪中碰見凜的上司神山，兩人一拍即合（？）。
- 槙野駿平（24歲） - 永山絢斗

無固定的職業，享受自由工作者的生活。最終成為「發呆的Bar」的甜點主廚，用甜點來擄獲女人心（尋找新女友？）。
- 多田耕太（43歲） - 田中裕二

任職NOPPO食品第一開發部。覺得與其選擇麻煩的結婚生活，和喜歡的貓生活更幸福。
- 相澤菜菜子（42歲） - 涼

PR公司代官山公司副社長。曾考慮與雅人結婚，但突然分手了。多田與相澤最終成為夫妻。

### 潘朵拉書房
- 雨宮博美（52歲） - 室井滋

社長。自凜入職後一直很留意她，在她遇上麻煩時，總會給她溫暖的忠告。以「YUAN」（中文『緣』的拼音）的筆名寫了戀愛指南書，直到簽書會才公佈自己的真實身分。最終與現身簽書會的前夫再婚。
- 神山純一郎（40歲） - 橋本潤

凜的上司。凜與社員發生爭執的時候，擔任居中協調者。
- 高橋明（23歲） - 夕輝壽太

新入社員，凜的部下。工作屢次失敗，但在凜犯錯時，卻能若無其事地替她善後。
- 中村大 - 佐佐木卓馬
- 小泉徹 - 南周平
- 田邊一 - 大西

### 木下家
- 木下結衣（17歲） - 本田翼

凛的妹妹，高中生。對姊姊表示感謝，但是一直沒能說出來。
- 木下樹（14歲） - 西山潤、少年時期：青木淳耶

凛的弟弟，國中生。內心溫柔，一直擔心姊姊找不到戀愛的對象。

### 其他
- 小早川隆志（34歲） - 森山榮治

3人組常去的「發呆的Bar」的老闆。在直哉的強烈要求下，向他提供菜單上沒有的甜品。
- 山田拓也（17歲） - 永瀨匡

結衣的高中同學兼男朋友。
- 川島沙織（30歲） - 能世安奈

駿平的同居女友，美甲師兼女公關。之後由駿平主動提出分手。
- 松本聰子 - 加賀真理子

直哉住在鄉下的母親。直至現在仍很擔心已獨立的兒子。

### 客串演出
- 伊藤雅人 - 岡田浩暉（第1集、第7～8集）

菜菜子前男友。與菜菜子分手後結婚。有著不能決定事物的優柔寡斷的個性。
- 佐藤一史 - 竹財輝之助（第1集、第9集）

與美帆分手的丈夫。表面上離婚的原因在於養貓，但實際原因其實是外遇。
- 小池 - 伊藤正之（第1集）

凛負責的書店的店長。
- 齊藤妙子 - 横山惠（第6～7集）

駿平的母親。
- 伊藤友子 - 上田眞央（第7集）

雅人的妻子。
- 岡野由加里 - 小島聖（第8集）

直哉的前女友。與直哉重逢後，提出復合的要求，但被直哉拒絕。
- 中里圭吾 - 草刈正雄（第9集～完結篇）

博美的前夫，現身清美的簽書會。

## 主題歌
- Ms.OOJA -「Be…」（UNIVERSAL SIGMA）

## 製作團隊
- 劇本：永田優子
- 音樂：山下康介
- 製作人：高成麻畝子、鈴木早苗、志村彰（The icon）、関川友理（The icon）
- 副製作人：荻原孝明、松本明子
- 導演：高成麻畝子、大澤祐樹、吉田秋生
- 制作協力：The icon
- 製作：TBS

## 收視率
| 各話                                                    | 放送日        | 日文副標題               | 中文副標題            | 導演       | 收視率 |
| ------------------------------------------------------- | ------------- | ------------------------ | --------------------- | ---------- | ------ |
| Lesson 1                                                | 2012年1月20日 | シンデレラになりましょう | 變成灰姑娘吧          | 高成麻畝子 | 11.9%  |
| Lesson 2                                                | 2012年1月27日 | エア恋愛のススメ         | 談場空氣戀愛          | 高成麻畝子 | 8.6%   |
| Lesson 3                                                | 2012年2月3日  | 年上女の落ちる穴         | 年長女性掉落的陷阱    | 大澤祐樹   | 9.3%   |
| Lesson 4                                                | 2012年2月10日 | 危険な告白の行方         | 危險的告白方式        | 大澤祐樹   | 8.8%   |
| Lesson 5                                                | 2012年2月17日 | 未来の姑現る!?           | 未來的婆婆出現!?      | 吉田秋生   | 7.1%   |
| Lesson 6                                                | 2012年2月24日 | 「好き=隙」の方程式      | 「喜歡=機會」的方程式 | 棚澤孝義   | 8.2%   |
| Lesson 7                                                | 2012年3月2日  | 危険な三角関係           | 危險的三角關係        | 大澤祐樹   | 9.0%   |
| Lesson 8                                                | 2012年3月9日  | 大切なのは誰?            | 最重要的人是誰?       | 吉田秋生   | 9.0%   |
| Lesson 9                                                | 2012年3月16日 | 8年分の涙                | 8年分的眼淚           | 大澤祐樹   | 9.9%   |
| Lesson 10                                               | 2012年3月23日 | 失くした恋の見つけ方     | 找回失去的愛情的方法  | 高成麻畝子 | 8.8%   |
| 平均收視率9.06%（收視率由Video Research於關東地區統計） |               |                          |                       |            |        |